# Segunda División B de España 1991-92
La temporada 1991–92 de la Segunda División B de España de fútbol corresponde a la 15.ª edición del campeonato y se disputó entre el 1 de septiembre de 1991 y el 24 de mayo de 1992 en su fase regular. Posteriormente se disputó la promoción de ascenso entre el 30 de mayo y el 28 de junio.

## Sistema de competición
Participan ochenta clubes de toda la geografía española, encuadrados en cuatro grupos de veinte equipos según proximidad geográfica. Se enfrentan en cada grupo todos contra todos en dos ocasiones -una en campo propio y otra en campo contrario- durante un total de 38 jornadas. El orden de los encuentros se decide por sorteo antes de empezar la competición. La Real Federación Española de Fútbol es la responsable de designar a los árbitros de cada encuentro.
El ganador de un partido obtiene dos puntos, el perdedor no suma puntos, y en caso de un empate hay un punto para cada equipo. Al término del campeonato, el equipo que acumula más puntos en cada grupo se proclama campeón de Segunda División B y juega la promoción de ascenso; junto con los segundos, terceros y cuartos clasificados de cada grupo para ascender a Segunda División. Esta promoción tiene formato de liguilla con cuatro grupos en los que se emparejan equipos de distintos grupos y que hayan quedado en posiciones distintas.
Los cuatro últimos equipos clasificados de cada grupo, además del peor decimosexto clasificado, descienden a Tercera División.

## Nota
Hoy en día hay clubes que su nombre han derivado a idiomas como catalán-valenciano-balear, euskera o gallego; pero para reflejar la realidad de la época, los nombres de los equipos aparecen tal y como se inscribieron para competir en esta temporada.

## Equipos de la temporada 1991/92
| Datos de ascensos y descensos |
| --- |
| Elche CF, Levante UD, Orihuela Deportiva CF, UD Salamanca y Xerez CD descienden de Segunda División A. FC Barcelona Atlético, SD Compostela, Mérida CP, Racing de Santander y Real Madrid CF "B" ascienden a Segunda División A. RSD Alcalá, AD Ceuta, SD Cultural Durango, CD Eldense, CD Endesa Andorra, CD Izarra, UP Langreo, Las Palmas Atlético, Mallorca Atlético, CD Manacor, CD Mirandés, CD Móstoles, CD Olímpic de Xàtiva, CD Pegaso, Sevilla Atlético, UD Telde, CD Teruel y CD Toledo descienden a Tercera División. Fabril Deportivo, UD Fraga, Gimnàstic de Tarragona, CD Hernani, Real Jaén CF, CD Lalín, CD Logroñés "B", Club Atlético Marbella, CD Maspalomas, CD Mosconia, UD Oliva, Polideportivo Ejido, Racing Portuense, CD Roldán, CD Tudelano, Real Valladolid Deportivo "B", CD Villanovense y Villarreal CF ascienden a Segunda División B. |

### Grupo I
En este grupo se encuentran los equipos de: Galicia (7), Asturias (3), Cantabria (1), Castilla y León (7), parte de Navarra (1) y La Rioja (1).
| - Club Juventud Cambados - CD Endesa As Pontes - Fabril Deportivo - CD Lalín - CD Lugo - CD Orense - Pontevedra CF - CD Mosconia - Real Oviedo "B" - Real Sporting de Gijón "B" |  | - Gimnástica de Torrelavega - Real Ávila CF - Cultural Leonesa - CD Numancia - Palencia Cristo Olímpico - SD Ponferradina - UD Salamanca - Real Valladolid Deportivo "B" - CD Tudelano - CD Logroñés "B" |

### Grupo II
En este grupo se encuentran los equipos de: País Vasco (7), Cataluña (6), Islas Baleares (1), parte de Navarra (1), Aragón (4) y del Principado de Andorra (1).
| - Baracaldo CF - CD Basconia - Deportivo Alavés - CD Hernani - SD Lemona - Real Sociedad de Fútbol "B" - CD Santurtzi - Gimnàstic de Tarragona - Girona FC - CD Hospitalet |  | - ADC Manlleu - CFJ Mollerussa - UE Sant Andreu - CF Sporting Mahonés - Club Atlético Osasuna "B" - CD Binéfar - UD Fraga - SD Huesca - Real Zaragoza "B" - FC Andorra |

### Grupo III
En este grupo se encuentran los equipos de: Comunidad Valenciana (12), Comunidad de Madrid (3), Región de Murcia (3) y Castilla-La Mancha (2).
| - CD Alcoyano - UD Alzira - Benidorm CD - Elche CF - CF Gandía - Hércules CF - Levante UD - UD Oliva - Orihuela Deportiva CF - Torrent CF |  | - Torrevieja CF - Villarreal CF - Club Atlético de Madrid "B" - Getafe CF - CD Leganés - Cartagena FC - CD Roldán - Yeclano CF - Club Atlético Tomelloso - CD Valdepeñas |

### Grupo IV
En este grupo se encuentran los equipos de: Andalucía (14), Canarias (2), Extremadura (3) y la ciudad autónoma de Melilla (1).
| - Real Betis “B” - Córdoba CF - CD Estepona - CD Fuengirola - Granada CF - Real Jaén CF - RB Linense - CD Los Boliches - Club Atlético Marbella - Polideportivo Ejido |  | - Racing Portuense - Recreativo de Huelva - Atlético Sanluqueño CF - Xerez CD - Marino Tenerife Sur - CD Maspalomas - CD Badajoz - CF Extremadura - CD Villanovense - UD Melilla |

## Resultados y clasificaciones

### Grupo I

#### Clasificación
| Pos. | Equipo                    | Pts. | PJ | G  | E  | P  | GF | GC | Dif. | Clasificación                 |
| ---- | ------------------------- | ---- | -- | -- | -- | -- | -- | -- | ---- | ----------------------------- |
| 1    | U. D. Salamanca           | 53   | 38 | 20 | 13 | 5  | 65 | 22 | +43  | Acceso a Promoción de ascenso |
| 2    | C. D. Lugo (A)            | 48   | 38 | 16 | 16 | 6  | 40 | 24 | +16  | Acceso a Promoción de ascenso |
| 3    | Sporting de Gijón "B"     | 47   | 38 | 17 | 13 | 8  | 38 | 22 | +16  | Acceso a Promoción de ascenso |
| 4    | C. D. Endesa As Pontes    | 45   | 38 | 14 | 17 | 7  | 42 | 30 | +12  | Acceso a Promoción de ascenso |
| 5    | C. D. Orense              | 44   | 38 | 16 | 12 | 10 | 42 | 27 | +15  |                               |
| 6    | Cultural Leonesa          | 44   | 38 | 14 | 16 | 8  | 38 | 26 | +12  |                               |
| 7    | Gimnástica de Torrelavega | 42   | 38 | 14 | 14 | 10 | 31 | 28 | +3   |                               |
| 8    | Real Valladolid "B"       | 40   | 38 | 16 | 8  | 14 | 44 | 38 | +6   |                               |
| 9    | Pontevedra C. F.          | 39   | 38 | 14 | 11 | 13 | 40 | 41 | −1   |                               |
| 10   | C. D. Numancia            | 37   | 38 | 8  | 21 | 9  | 39 | 34 | +5   |                               |
| 11   | Real Oviedo "B"           | 37   | 38 | 13 | 11 | 14 | 37 | 40 | −3   |                               |
| 12   | Palencia Cristo Olímpico  | 35   | 38 | 10 | 15 | 13 | 39 | 45 | −6   |                               |
| 13   | Real Ávila C. F.          | 35   | 38 | 11 | 13 | 14 | 30 | 36 | −6   |                               |
| 14   | S. D. Ponferradina        | 34   | 38 | 11 | 12 | 15 | 45 | 58 | −13  |                               |
| 15   | C. D. Tudelano            | 34   | 38 | 10 | 14 | 14 | 36 | 43 | −7   |                               |
| 16   | C. D. Logroñés "B"        | 34   | 38 | 10 | 14 | 14 | 35 | 47 | −12  |                               |
| 17   | C. D. Lalín (D)           | 34   | 38 | 11 | 12 | 15 | 38 | 44 | −6   | Descenso a Tercera División   |
| 18   | Fabril Deportivo (D)      | 31   | 38 | 10 | 11 | 17 | 45 | 56 | −11  | Descenso a Tercera División   |
| 19   | C. Juventud Cambados (D)  | 26   | 38 | 7  | 12 | 19 | 23 | 47 | −24  | Descenso a Tercera División   |
| 20   | C. D. Mosconia (D)        | 21   | 38 | 7  | 7  | 24 | 29 | 68 | −39  | Descenso a Tercera División   |

 Fuente: BDFutbol
Criterios de clasificación: Puntos · Enfrentamientos directos · Diferencia de goles · Goles a favor · Play-off

#### Resultados
| Local \ Visitante         | AVI | CUL | END | FAB | GIM | JUV | LAL | LOG | LUG | MOS | NUM | ORE | OVI | PAL | PNF | PNT | SAL | SPO | TUD | VLD |
| ------------------------- | --- | --- | --- | --- | --- | --- | --- | --- | --- | --- | --- | --- | --- | --- | --- | --- | --- | --- | --- | --- |
| Real Ávila C. F.          | —   | 0–0 | 0–0 | 1–1 | 2–1 | 1–0 | 1–3 | 2–0 | 2–0 | 1–1 | 1–1 | 0–1 | 2–0 | 1–1 | 4–1 | 1–1 | 0–1 | 1–3 | 3–1 | 1–1 |
| Cultural Leonesa          | 1–0 | —   | 1–1 | 1–0 | 2–0 | 3–0 | 0–0 | 4–0 | 1–0 | 3–1 | 1–1 | 0–2 | 0–0 | 1–0 | 0–0 | 2–1 | 0–0 | 1–1 | 2–0 | 3–2 |
| C. D. Endesa As Pontes    | 0–0 | 2–2 | —   | 2–0 | 3–1 | 2–0 | 0–1 | 2–1 | 0–0 | 0–1 | 2–0 | 0–0 | 2–0 | 2–2 | 1–1 | 4–2 | 0–0 | 1–2 | 1–0 | 4–1 |
| Fabril Deportivo          | 0–1 | 0–2 | 0–1 | —   | 0–2 | 3–0 | 3–1 | 3–1 | 1–2 | 2–0 | 1–1 | 1–1 | 1–1 | 3–3 | 5–1 | 1–1 | 0–0 | 0–2 | 4–1 | 0–0 |
| Gimnástica de Torrelavega | 2–0 | 1–0 | 1–0 | 0–0 | —   | 1–1 | 1–0 | 0–1 | 0–0 | 2–0 | 0–0 | 1–0 | 0–0 | 4–1 | 1–0 | 2–0 | 0–0 | 1–0 | 2–0 | 1–0 |
| C. Juventud Cambados      | 0–0 | 0–1 | 0–0 | 0–1 | 1–0 | —   | 2–1 | 0–0 | 2–1 | 2–1 | 2–2 | 0–1 | 1–1 | 2–0 | 2–4 | 0–0 | 1–2 | 0–0 | 1–1 | 0–1 |
| C. D. Lalín               | 0–0 | 1–0 | 1–4 | 2–2 | 2–1 | 1–0 | —   | 0–1 | 3–3 | 2–0 | 2–0 | 1–3 | 1–0 | 2–2 | 0–1 | 3–0 | 0–1 | 1–2 | 0–0 | 0–1 |
| C. D. Logroñés "B"        | 2–0 | 0–0 | 1–1 | 4–3 | 0–0 | 0–0 | 1–1 | —   | 1–1 | 3–2 | 0–0 | 0–0 | 0–2 | 0–2 | 0–0 | 0–1 | 0–5 | 2–1 | 0–0 | 1–3 |
| C. D. Lugo                | 1–0 | 0–0 | 1–1 | 5–1 | 1–1 | 3–0 | 1–1 | 0–2 | —   | 1–0 | 0–0 | 2–1 | 0–0 | 2–0 | 1–0 | 1–2 | 1–0 | 2–0 | 1–0 | 1–0 |
| C. D. Mosconia            | 0–1 | 0–3 | 0–1 | 4–1 | 1–1 | 0–1 | 2–1 | 0–5 | 0–1 | —   | 0–0 | 2–1 | 0–1 | 1–0 | 1–4 | 2–0 | 1–2 | 2–1 | 1–1 | 1–1 |
| C. D. Numancia            | 0–0 | 1–1 | 3–0 | 0–0 | 0–1 | 1–1 | 3–1 | 0–0 | 0–2 | 4–0 | —   | 1–1 | 2–0 | 3–1 | 2–2 | 4–1 | 0–0 | 0–0 | 0–2 | 2–1 |
| C. D. Orense              | 3–0 | 2–1 | 0–1 | 2–0 | 2–0 | 2–1 | 1–1 | 1–0 | 0–0 | 6–1 | 2–1 | —   | 2–0 | 0–0 | 1–1 | 1–1 | 0–0 | 1–0 | 2–0 | 3–1 |
| Real Oviedo "B"           | 2–0 | 5–1 | 3–2 | 0–1 | 1–1 | 2–1 | 1–1 | 1–1 | 1–0 | 3–1 | 1–0 | 2–1 | —   | 1–1 | 2–3 | 1–1 | 1–0 | 0–1 | 3–0 | 2–0 |
| Palencia Cristo Olímpico  | 3–1 | 0–0 | 0–0 | 3–1 | 4–0 | 0–0 | 1–1 | 1–3 | 1–2 | 1–1 | 0–3 | 1–0 | 2–0 | —   | 3–1 | 0–0 | 0–2 | 0–0 | 0–0 | 1–0 |
| S. D. Ponferradina        | 0–1 | 1–0 | 0–0 | 2–0 | 2–2 | 1–2 | 1–0 | 4–3 | 1–1 | 2–1 | 2–2 | 1–0 | 0–0 | 3–1 | —   | 1–2 | 0–3 | 0–1 | 1–1 | 1–2 |
| Pontevedra C. F.          | 1–0 | 2–0 | 0–1 | 3–1 | 0–0 | 2–0 | 1–1 | 0–0 | 0–1 | 1–0 | 1–0 | 0–0 | 3–0 | 0–1 | 1–0 | —   | 0–0 | 1–2 | 4–1 | 1–2 |
| U. D. Salamanca           | 1–0 | 1–1 | 4–0 | 2–3 | 3–0 | 2–0 | 0–1 | 3–0 | 1–1 | 5–0 | 3–0 | 2–0 | 5–0 | 1–1 | 5–2 | 4–2 | —   | 1–0 | 1–1 | 2–1 |
| Sporting de Gijón "B"     | 0–0 | 0–0 | 0–0 | 1–0 | 1–0 | 3–0 | 2–0 | 2–0 | 1–1 | 1–1 | 0–0 | 0–0 | 1–0 | 1–0 | 1–0 | 3–0 | 1–1 | —   | 3–2 | 0–1 |
| C. D. Tudelano            | 0–2 | 1–0 | 1–1 | 0–1 | 0–0 | 1–0 | 2–0 | 2–1 | 0–0 | 1–0 | 1–1 | 3–0 | 2–0 | 3–1 | 1–1 | 1–2 | 1–1 | 0–0 | —   | 4–0 |
| Real Valladolid "B"       | 3–0 | 0–0 | 0–0 | 3–1 | 0–0 | 2–0 | 0–1 | 0–1 | 0–0 | 2–0 | 1–1 | 1–0 | 1–0 | 0–1 | 5–0 | 0–2 | 3–1 | 2–1 | 3–1 | —   |

### Grupo II

#### Clasificación
| Pos. | Equipo                  | Pts. | PJ | G  | E  | P  | GF | GC | Dif. | Clasificación                 |
| ---- | ----------------------- | ---- | -- | -- | -- | -- | -- | -- | ---- | ----------------------------- |
| 1    | U. E. Sant Andreu       | 54   | 38 | 23 | 8  | 7  | 70 | 35 | +35  | Acceso a Promoción de ascenso |
| 2    | A. D. C. Manlleu        | 49   | 38 | 20 | 9  | 9  | 61 | 32 | +29  | Acceso a Promoción de ascenso |
| 3    | Girona F. C.            | 48   | 38 | 19 | 10 | 9  | 66 | 44 | +22  | Acceso a Promoción de ascenso |
| 4    | Deportivo Alavés        | 48   | 38 | 19 | 10 | 9  | 51 | 31 | +20  | Acceso a Promoción de ascenso |
| 5    | C. D. Hospitalet        | 46   | 38 | 21 | 4  | 13 | 65 | 44 | +21  |                               |
| 6    | F. C. Andorra           | 44   | 38 | 14 | 16 | 8  | 64 | 46 | +18  |                               |
| 7    | Baracaldo C. F.         | 44   | 38 | 14 | 16 | 8  | 49 | 33 | +16  |                               |
| 8    | Real Sociedad "B"       | 42   | 38 | 18 | 6  | 14 | 49 | 38 | +11  |                               |
| 9    | Gimnàstic de Tarragona  | 40   | 38 | 13 | 14 | 11 | 45 | 41 | +4   |                               |
| 10   | C. A. Osasuna "B"       | 37   | 38 | 13 | 11 | 14 | 54 | 45 | +9   |                               |
| 11   | Real Zaragoza "B"       | 35   | 38 | 11 | 13 | 14 | 47 | 47 | 0    |                               |
| 12   | C. F. Sporting Mahonés  | 35   | 38 | 12 | 11 | 15 | 35 | 45 | −10  |                               |
| 13   | C. D. Basconia          | 35   | 38 | 11 | 13 | 14 | 36 | 52 | −16  |                               |
| 14   | C. D. Hernani           | 35   | 38 | 11 | 13 | 14 | 49 | 53 | −4   |                               |
| 15   | S. D. Lemona            | 35   | 38 | 12 | 11 | 15 | 33 | 50 | −17  |                               |
| 16   | C. D. Santurtzi         | 33   | 38 | 13 | 7  | 18 | 29 | 45 | −16  |                               |
| 17   | U. D. Fraga (D)         | 27   | 38 | 8  | 11 | 19 | 29 | 68 | −39  | Descenso a Tercera División   |
| 18   | S. D. Huesca (D)        | 25   | 38 | 7  | 11 | 20 | 41 | 68 | −27  | Descenso a Tercera División   |
| 19   | C. F. J. Mollerussa (D) | 24   | 38 | 7  | 10 | 21 | 46 | 78 | −32  | Descenso a Tercera División   |
| 20   | C. D. Binéfar (D)       | 24   | 38 | 7  | 10 | 21 | 30 | 54 | −24  | Descenso a Tercera División   |

 Fuente: BDFutbol
Criterios de clasificación: Puntos · Enfrentamientos directos · Diferencia de goles · Goles a favor · Play-off

#### Resultados
| Local \ Visitante      | ALV | FCA | BAR | BAS | BIN | FRA | GIM | GIR | HER | HOS | HUE | LEM | MAN | MOL | OSA | RSO | SAD | SAN | SMH | ZAR |
| ---------------------- | --- | --- | --- | --- | --- | --- | --- | --- | --- | --- | --- | --- | --- | --- | --- | --- | --- | --- | --- | --- |
| Deportivo Alavés       | —   | 1–0 | 1–1 | 1–1 | 1–0 | 4–0 | 1–0 | 3–1 | 1–3 | 2–1 | 0–0 | 1–1 | 2–0 | 3–0 | 2–1 | 2–0 | 2–3 | 0–0 | 3–0 | 1–0 |
| F. C. Andorra          | 2–2 | —   | 1–0 | 1–0 | 0–0 | 1–0 | 0–0 | 2–2 | 2–0 | 1–2 | 3–2 | 0–1 | 2–1 | 4–1 | 2–2 | 3–1 | 3–3 | 2–1 | 0–1 | 1–1 |
| Baracaldo C. F.        | 1–1 | 0–0 | —   | 1–1 | 3–1 | 1–0 | 0–0 | 2–1 | 3–0 | 3–0 | 4–0 | 0–0 | 4–1 | 5–1 | 1–1 | 1–0 | 2–1 | 4–0 | 3–0 | 0–0 |
| C. D. Basconia         | 1–0 | 3–2 | 1–2 | —   | 1–1 | 1–1 | 0–0 | 0–2 | 1–0 | 2–1 | 2–2 | 0–0 | 1–1 | 1–0 | 2–1 | 2–0 | 0–1 | 1–1 | 1–1 | 0–1 |
| C. D. Binéfar          | 0–2 | 1–1 | 0–0 | 0–0 | —   | 3–1 | 2–0 | 0–2 | 1–1 | 0–2 | 0–1 | 0–0 | 0–1 | 1–2 | 3–1 | 4–0 | 1–4 | 0–1 | 2–0 | 1–0 |
| U. D. Fraga            | 1–0 | 1–1 | 1–1 | 0–2 | 0–0 | —   | 2–1 | 1–1 | 3–2 | 0–4 | 0–1 | 1–0 | 0–1 | 0–0 | 2–1 | 0–4 | 1–0 | 2–0 | 0–0 | 2–5 |
| Gimnàstic de Tarragona | 1–0 | 2–2 | 3–1 | 1–0 | 1–1 | 1–1 | —   | 3–3 | 2–2 | 3–1 | 1–0 | 0–0 | 1–2 | 1–1 | 2–1 | 1–0 | 2–0 | 3–0 | 0–1 | 2–1 |
| Girona F. C.           | 4–1 | 1–1 | 2–0 | 2–1 | 1–0 | 3–1 | 1–1 | —   | 1–0 | 2–1 | 3–0 | 4–0 | 0–0 | 1–1 | 2–4 | 3–1 | 0–3 | 2–1 | 6–2 | 4–2 |
| C. D. Hernani          | 1–1 | 1–1 | 0–0 | 1–1 | 2–0 | 1–2 | 3–0 | 2–1 | —   | 3–2 | 5–2 | 2–1 | 2–1 | 3–1 | 1–0 | 0–1 | 3–3 | 1–2 | 1–1 | 1–1 |
| C. D. Hospitalet       | 0–1 | 3–2 | 5–2 | 4–3 | 2–1 | 1–1 | 1–0 | 1–2 | 4–0 | —   | 1–2 | 3–0 | 0–2 | 3–2 | 2–1 | 1–0 | 1–1 | 2–0 | 2–0 | 1–0 |
| S. D. Huesca           | 0–1 | 3–3 | 0–0 | 2–0 | 2–2 | 1–1 | 1–4 | 0–1 | 1–1 | 1–4 | —   | 1–0 | 0–0 | 3–1 | 1–4 | 1–2 | 1–1 | 1–2 | 0–1 | 1–1 |
| S. D. Lemona           | 0–0 | 1–4 | 1–0 | 2–3 | 2–1 | 4–0 | 0–0 | 1–2 | 2–1 | 1–0 | 2–1 | —   | 1–0 | 1–0 | 2–2 | 1–2 | 2–2 | 0–0 | 1–1 | 1–3 |
| A. D. C. Manlleu       | 2–1 | 2–1 | 3–0 | 8–0 | 2–3 | 1–0 | 2–0 | 0–0 | 1–0 | 1–1 | 4–1 | 2–0 | —   | 3–1 | 1–1 | 0–1 | 1–2 | 4–0 | 2–1 | 2–0 |
| C. F. J. Mollerussa    | 1–3 | 3–6 | 2–2 | 4–0 | 3–0 | 2–2 | 0–2 | 2–1 | 0–3 | 0–1 | 4–2 | 1–2 | 1–4 | —   | 2–0 | 1–4 | 0–2 | 2–2 | 1–2 | 0–0 |
| C. A. Osasuna "B"      | 1–1 | 1–1 | 0–0 | 2–0 | 4–0 | 4–0 | 4–0 | 1–2 | 3–0 | 2–1 | 2–2 | 0–1 | 0–0 | 1–1 | —   | 2–0 | 2–1 | 2–0 | 1–0 | 1–0 |
| Real Sociedad "B"      | 2–0 | 2–1 | 0–0 | 0–1 | 3–0 | 2–1 | 1–1 | 3–2 | 3–0 | 0–1 | 1–0 | 4–0 | 0–1 | 5–1 | 1–0 | —   | 2–1 | 1–0 | 1–1 | 1–1 |
| U. E. Sant Andreu      | 2–1 | 1–2 | 2–0 | 3–0 | 1–0 | 6–1 | 1–1 | 1–0 | 0–0 | 1–0 | 1–0 | 4–0 | 1–2 | 2–0 | 1–1 | 3–1 | —   | 4–0 | 2–1 | 2–1 |
| C. D. Santurtzi        | 0–2 | 0–3 | 0–0 | 0–1 | 2–0 | 2–0 | 1–0 | 1–0 | 0–0 | 0–3 | 2–0 | 3–0 | 1–0 | 1–2 | 4–0 | 0–0 | 0–1 | —   | 1–0 | 1–0 |
| C. F. Sporting Mahonés | 0–1 | 0–0 | 1–2 | 2–1 | 2–1 | 5–0 | 1–4 | 1–1 | 2–1 | 0–1 | 3–2 | 1–0 | 0–0 | 0–0 | 1–0 | 0–0 | 0–1 | 1–0 | —   | 1–2 |
| Real Zaragoza "B"      | 0–2 | 0–3 | 2–0 | 1–1 | 3–0 | 1–0 | 3–1 | 0–0 | 2–2 | 2–2 | 1–3 | 1–2 | 3–3 | 2–2 | 3–0 | 1–0 | 1–2 | 1–0 | 1–1 | —   |

### Grupo III

#### Clasificación
| Pos. | Equipo                   | Pts. | PJ | G  | E  | P  | GF | GC | Dif. | Clasificación                 |
| ---- | ------------------------ | ---- | -- | -- | -- | -- | -- | -- | ---- | ----------------------------- |
| 1    | Cartagena F. C.          | 56   | 38 | 21 | 14 | 3  | 49 | 15 | +34  | Acceso a Promoción de ascenso |
| 2    | Villarreal C. F. (A)     | 51   | 38 | 19 | 13 | 6  | 61 | 39 | +22  | Acceso a Promoción de ascenso |
| 3    | Yeclano C. F.            | 50   | 38 | 19 | 12 | 7  | 59 | 30 | +29  | Acceso a Promoción de ascenso |
| 4    | Elche C. F.              | 48   | 38 | 16 | 16 | 6  | 61 | 32 | +29  | Acceso a Promoción de ascenso |
| 5    | Hércules C. F.           | 46   | 38 | 19 | 8  | 11 | 64 | 34 | +30  |                               |
| 6    | Getafe C. F.             | 45   | 38 | 17 | 11 | 10 | 42 | 32 | +10  |                               |
| 7    | Atlético de Madrid "B"   | 43   | 38 | 18 | 7  | 13 | 43 | 34 | +9   |                               |
| 8    | C. D. Leganés            | 42   | 38 | 13 | 16 | 9  | 35 | 34 | +1   |                               |
| 9    | C. D. Alcoyano           | 40   | 38 | 13 | 14 | 11 | 47 | 32 | +15  |                               |
| 10   | Torrevieja C. F.         | 39   | 38 | 15 | 9  | 14 | 34 | 38 | −4   |                               |
| 11   | Levante U. D.            | 39   | 38 | 13 | 13 | 12 | 36 | 29 | +7   |                               |
| 12   | Atlético Tomelloso       | 38   | 38 | 12 | 14 | 12 | 46 | 35 | +11  |                               |
| 13   | Benidorm C. D.           | 38   | 38 | 13 | 12 | 13 | 38 | 38 | 0    |                               |
| 14   | Orihuela Deportiva C. F. | 37   | 38 | 14 | 9  | 15 | 36 | 44 | −8   |                               |
| 15   | C. D. Valdepeñas         | 31   | 38 | 9  | 13 | 16 | 31 | 48 | −17  |                               |
| 16   | C. F. Gandía (D)         | 30   | 38 | 9  | 12 | 17 | 42 | 55 | −13  | Descenso a Tercera División   |
| 17   | C. D. Roldán (D)         | 27   | 38 | 9  | 9  | 20 | 30 | 47 | −17  | Descenso a Tercera División   |
| 18   | U. D. Oliva (D)          | 26   | 38 | 9  | 8  | 21 | 37 | 59 | −22  | Descenso a Tercera División   |
| 19   | Torrent C. F. (D)        | 18   | 38 | 3  | 12 | 23 | 28 | 83 | −55  | Descenso a Tercera División   |
| 20   | U. D. Alzira (D)         | 16   | 38 | 6  | 4  | 28 | 24 | 85 | −61  | Descenso a Tercera División   |

 Fuente: BDFutbol
Criterios de clasificación: Puntos · Enfrentamientos directos · Diferencia de goles · Goles a favor · Play-off

#### Resultados
| Local \ Visitante        | ALC | ALZ | ATM | BEN | CAR | ELC | GAN | GET | HER | LEG | LEV | OLI | ORI | ROL | TOM | TON | TOV | VAL | VIL | YEC |
| ------------------------ | --- | --- | --- | --- | --- | --- | --- | --- | --- | --- | --- | --- | --- | --- | --- | --- | --- | --- | --- | --- |
| C. D. Alcoyano           | —   | 3–0 | 1–3 | 0–1 | 1–2 | 1–1 | 6–1 | 0–0 | 2–2 | 0–1 | 0–0 | 2–1 | 2–0 | 2–0 | 3–2 | 5–0 | 1–0 | 5–1 | 0–0 | 0–0 |
| U. D. Alzira             | 0–2 | —   | 0–2 | 0–3 | 0–4 | 0–4 | 1–3 | 0–1 | 2–0 | 0–0 | 1–0 | 0–0 | 2–0 | 2–0 | 0–2 | 1–0 | 2–1 | 0–2 | 1–1 | 0–2 |
| Atlético de Madrid "B"   | 1–0 | 2–1 | —   | 1–0 | 1–0 | 1–0 | 2–1 | 0–2 | 0–3 | 0–0 | 1–0 | 1–1 | 1–3 | 0–2 | 3–1 | 4–0 | 1–1 | 3–1 | 1–2 | 0–2 |
| Benidorm C. D.           | 1–1 | 2–0 | 1–0 | —   | 0–2 | 0–2 | 2–0 | 1–1 | 1–0 | 1–0 | 0–1 | 1–3 | 1–0 | 0–0 | 0–0 | 1–1 | 0–1 | 1–1 | 2–2 | 1–0 |
| Cartagena F. C.          | 3–1 | 2–0 | 2–0 | 2–0 | —   | 0–0 | 1–1 | 1–0 | 0–1 | 2–0 | 1–0 | 2–2 | 2–0 | 1–0 | 0–0 | 4–0 | 2–0 | 2–0 | 1–0 | 0–0 |
| Elche C. F.              | 0–0 | 2–1 | 0–2 | 1–1 | 1–1 | —   | 3–2 | 0–0 | 4–1 | 0–0 | 3–0 | 6–0 | 4–0 | 3–0 | 1–0 | 4–0 | 1–1 | 2–0 | 1–1 | 3–1 |
| C. F. Gandía             | 1–2 | 4–0 | 0–0 | 1–3 | 0–0 | 1–3 | —   | 0–1 | 0–0 | 0–2 | 2–0 | 4–0 | 0–2 | 0–0 | 0–3 | 2–2 | 3–0 | 1–0 | 0–0 | 3–6 |
| Getafe C. F.             | 1–1 | 5–2 | 1–0 | 1–0 | 3–2 | 1–1 | 3–2 | —   | 4–2 | 1–0 | 0–2 | 1–0 | 4–0 | 1–0 | 1–0 | 2–0 | 0–1 | 0–0 | 1–0 | 0–0 |
| Hércules C. F.           | 1–0 | 6–0 | 1–0 | 2–1 | 0–0 | 1–1 | 0–1 | 5–0 | —   | 0–0 | 1–0 | 3–0 | 3–2 | 2–1 | 1–1 | 7–1 | 5–0 | 2–0 | 2–2 | 0–1 |
| C. D. Leganés            | 0–0 | 0–0 | 0–4 | 2–2 | 0–0 | 1–1 | 2–2 | 0–0 | 0–3 | —   | 1–2 | 1–0 | 2–0 | 2–0 | 2–1 | 1–1 | 1–0 | 0–0 | 1–1 | 1–0 |
| Levante U. D.            | 1–0 | 4–1 | 1–0 | 1–1 | 0–0 | 0–1 | 1–1 | 0–0 | 0–1 | 3–0 | —   | 1–1 | 2–1 | 3–1 | 1–0 | 1–1 | 1–1 | 0–0 | 0–0 | 1–1 |
| U. D. Oliva              | 3–0 | 2–1 | 1–2 | 2–1 | 0–0 | 0–1 | 0–2 | 2–1 | 1–0 | 0–0 | 0–1 | —   | 1–2 | 2–1 | 0–0 | 4–0 | 0–1 | 1–1 | 1–2 | 2–0 |
| Orihuela Deportiva C. F. | 0–0 | 1–0 | 0–0 | 0–0 | 0–0 | 2–1 | 1–1 | 1–0 | 1–0 | 2–1 | 2–0 | 3–1 | —   | 3–3 | 2–0 | 1–3 | 1–0 | 0–0 | 0–0 | 1–0 |
| C. D. Roldán             | 0–1 | 3–1 | 1–2 | 2–1 | 0–1 | 3–0 | 1–0 | 0–0 | 0–0 | 0–1 | 0–0 | 2–0 | 1–1 | —   | 1–0 | 3–1 | 0–0 | 1–0 | 0–1 | 0–4 |
| Atlético Tomelloso       | 1–0 | 4–0 | 1–1 | 2–2 | 1–2 | 1–1 | 1–1 | 2–0 | 1–2 | 1–2 | 1–1 | 3–1 | 2–1 | 3–1 | —   | 2–0 | 0–0 | 4–1 | 1–1 | 1–0 |
| Torrent C. F.            | 0–0 | 3–2 | 0–2 | 0–2 | 0–2 | 1–1 | 0–0 | 1–3 | 0–2 | 1–2 | 0–4 | 3–1 | 1–3 | 1–1 | 0–2 | —   | 0–0 | 2–2 | 2–3 | 2–2 |
| Torrevieja C. F.         | 1–1 | 3–0 | 1–2 | 0–1 | 1–2 | 2–0 | 1–0 | 2–1 | 0–1 | 2–0 | 1–0 | 2–1 | 2–0 | 1–0 | 0–0 | 3–1 | —   | 1–0 | 1–0 | 0–1 |
| C. D. Valdepeñas         | 0–3 | 2–0 | 0–0 | 0–3 | 0–1 | 3–1 | 0–1 | 1–1 | 1–0 | 0–3 | 2–1 | 1–0 | 1–0 | 2–0 | 1–1 | 0–0 | 3–3 | —   | 3–1 | 2–2 |
| Villarreal C. F.         | 3–1 | 3–2 | 2–0 | 2–0 | 1–1 | 2–2 | 4–0 | 2–1 | 3–2 | 2–4 | 1–3 | 2–1 | 2–0 | 2–1 | 2–1 | 3–0 | 4–0 | 1–0 | —   | 2–1 |
| Yeclano C. F.            | 0–0 | 7–1 | 1–0 | 4–0 | 1–1 | 1–1 | 2–1 | 1–0 | 3–1 | 2–2 | 1–0 | 5–2 | 1–0 | 2–1 | 0–0 | 1–0 | 2–0 | 1–0 | 1–1 | —   |

### Grupo IV

#### Clasificación
| Pos. | Equipo                        | Pts. | PJ | G  | E  | P  | GF | GC | Dif. | Clasificación                 |
| ---- | ----------------------------- | ---- | -- | -- | -- | -- | -- | -- | ---- | ----------------------------- |
| 1    | Atlético Marbella (A)         | 56   | 38 | 24 | 8  | 6  | 63 | 25 | +38  | Acceso a Promoción de ascenso |
| 2    | C. D. Badajoz (A)             | 53   | 38 | 23 | 7  | 8  | 71 | 30 | +41  | Acceso a Promoción de ascenso |
| 3    | C. F. Extremadura             | 48   | 38 | 16 | 16 | 6  | 65 | 31 | +34  | Acceso a Promoción de ascenso |
| 4    | R. B. Linense                 | 47   | 38 | 16 | 15 | 7  | 45 | 29 | +16  | Acceso a Promoción de ascenso |
| 5    | Polideportivo Ejido           | 45   | 38 | 18 | 9  | 11 | 46 | 36 | +10  |                               |
| 6    | R. C. Recreativo de Huelva    | 44   | 38 | 16 | 12 | 10 | 49 | 35 | +14  |                               |
| 7    | Real Betis "B"                | 42   | 38 | 18 | 6  | 14 | 54 | 34 | +20  |                               |
| 8    | Xerez C. D.                   | 41   | 38 | 17 | 7  | 14 | 49 | 31 | +18  |                               |
| 9    | Granada C. F.                 | 40   | 38 | 14 | 12 | 12 | 47 | 43 | +4   |                               |
| 10   | Real Jaén C. F.               | 39   | 38 | 15 | 9  | 14 | 43 | 36 | +7   |                               |
| 11   | Córdoba C. F.                 | 38   | 38 | 13 | 12 | 13 | 45 | 34 | +11  |                               |
| 12   | C. D. Marino Tenerife Sur     | 37   | 38 | 13 | 11 | 14 | 38 | 55 | −17  |                               |
| 13   | C. D. Estepona                | 34   | 38 | 11 | 12 | 15 | 33 | 44 | −11  |                               |
| 14   | U. D. Melilla                 | 34   | 38 | 10 | 14 | 14 | 21 | 33 | −12  |                               |
| 15   | Racing Portuense              | 33   | 38 | 9  | 15 | 14 | 34 | 49 | −15  |                               |
| 16   | C. D. Maspalomas              | 33   | 38 | 12 | 9  | 17 | 48 | 46 | +2   |                               |
| 17   | Atlético Sanluqueño C. F. (D) | 31   | 38 | 10 | 11 | 17 | 33 | 51 | −18  | Descenso a Tercera División   |
| 18   | C. D. Fuengirola (D)          | 25   | 38 | 9  | 7  | 22 | 26 | 65 | −39  | Descenso a Tercera División   |
| 19   | C. D. Los Boliches (D)        | 21   | 38 | 7  | 7  | 24 | 32 | 84 | −52  | Descenso a Tercera División   |
| 20   | C. D. Villanovense (D)        | 19   | 38 | 6  | 7  | 25 | 20 | 71 | −51  | Descenso a Tercera División   |

 Fuente: BDFutbol
Criterios de clasificación: Puntos · Enfrentamientos directos · Diferencia de goles · Goles a favor · Play-off

#### Resultados
| Local \ Visitante          | ATS | BAD | BET | COR | EST | EXT | FUE | GRA | JAE | LNS | LOS | MAB | MAI | MAS | MEL | POL | POR | REC | VIL | XER |
| -------------------------- | --- | --- | --- | --- | --- | --- | --- | --- | --- | --- | --- | --- | --- | --- | --- | --- | --- | --- | --- | --- |
| Atlético Sanluqueño C. F.  | —   | 0–0 | 0–2 | 2–2 | 1–1 | 1–1 | 0–1 | 2–1 | 1–2 | 0–0 | 0–0 | 0–0 | 0–0 | 0–0 | 2–0 | 4–3 | 3–1 | 1–1 | 3–0 | 0–3 |
| C. D. Badajoz              | 3–0 | —   | 4–1 | 2–0 | 4–0 | 3–1 | 4–0 | 1–4 | 3–1 | 0–0 | 3–0 | 3–1 | 3–1 | 6–1 | 1–0 | 0–0 | 3–0 | 1–0 | 3–0 | 2–1 |
| Real Betis "B"             | 5–0 | 0–0 | —   | 0–0 | 4–1 | 0–1 | 5–2 | 2–1 | 3–1 | 0–1 | 3–1 | 0–1 | 2–0 | 4–1 | 0–1 | 1–0 | 4–0 | 1–0 | 3–1 | 0–2 |
| Córdoba C. F.              | 1–0 | 1–0 | 0–0 | —   | 3–0 | 0–2 | 5–1 | 1–1 | 2–1 | 1–0 | 2–0 | 0–0 | 1–1 | 2–1 | 4–0 | 0–1 | 1–1 | 1–1 | 3–0 | 1–1 |
| C. D. Estepona             | 2–0 | 3–5 | 2–0 | 2–1 | —   | 1–0 | 2–0 | 0–0 | 3–1 | 2–0 | 2–1 | 0–1 | 1–1 | 0–1 | 2–0 | 0–0 | 0–0 | 0–1 | 1–1 | 0–2 |
| C. F. Extremadura          | 2–0 | 0–0 | 2–0 | 2–0 | 1–1 | —   | 4–0 | 0–0 | 2–0 | 1–1 | 6–0 | 0–3 | 3–1 | 1–1 | 3–0 | 7–2 | 4–0 | 1–1 | 4–0 | 2–1 |
| C. D. Fuengirola           | 1–0 | 0–2 | 0–3 | 1–0 | 1–0 | 0–0 | —   | 3–1 | 1–0 | 0–0 | 0–1 | 1–2 | 2–2 | 0–5 | 1–0 | 1–1 | 0–0 | 1–1 | 1–0 | 1–2 |
| Granada C. F.              | 2–1 | 4–1 | 0–2 | 1–0 | 0–0 | 0–0 | 3–0 | —   | 3–1 | 1–0 | 1–0 | 1–2 | 1–1 | 2–1 | 0–0 | 0–1 | 2–1 | 1–1 | 3–2 | 0–3 |
| Real Jaén C. F.            | 3–1 | 3–0 | 0–2 | 1–1 | 0–0 | 1–0 | 3–1 | 0–0 | —   | 3–1 | 2–0 | 0–0 | 2–1 | 0–1 | 2–0 | 0–0 | 2–2 | 3–0 | 1–0 | 0–1 |
| R. B. Linense              | 2–1 | 1–0 | 0–1 | 2–1 | 2–1 | 1–1 | 1–2 | 0–0 | 2–1 | —   | 5–1 | 0–0 | 1–0 | 2–0 | 2–1 | 4–1 | 1–2 | 2–0 | 2–0 | 1–0 |
| C. D. Los Boliches         | 0–2 | 0–3 | 3–1 | 2–1 | 0–0 | 1–3 | 2–2 | 1–5 | 0–1 | 2–3 | —   | 0–1 | 0–0 | 1–0 | 4–3 | 0–2 | 1–1 | 0–0 | 4–1 | 1–0 |
| Atlético Marbella          | 2–0 | 2–1 | 1–0 | 0–0 | 1–2 | 2–2 | 2–0 | 6–1 | 1–0 | 0–0 | 4–1 | —   | 5–0 | 1–0 | 1–1 | 1–0 | 5–0 | 2–3 | 3–1 | 1–0 |
| C. D. Marino Tenerife Sur  | 2–3 | 0–0 | 2–1 | 2–1 | 3–1 | 1–0 | 3–1 | 2–1 | 0–0 | 0–0 | 2–2 | 2–3 | —   | 1–0 | 2–0 | 0–2 | 1–0 | 1–0 | 0–0 | 1–0 |
| C. D. Maspalomas           | 1–0 | 0–2 | 0–0 | 2–1 | 0–0 | 2–4 | 1–0 | 3–1 | 0–0 | 1–3 | 8–1 | 0–1 | 1–2 | —   | 1–1 | 4–1 | 0–1 | 0–2 | 8–1 | 1–0 |
| U. D. Melilla              | 1–0 | 0–0 | 0–0 | 0–2 | 0–0 | 1–1 | 1–0 | 0–0 | 0–0 | 0–0 | 3–0 | 0–2 | 1–0 | 1–1 | —   | 0–1 | 0–0 | 1–0 | 1–0 | 0–0 |
| Polideportivo Ejido        | 4–0 | 4–0 | 2–0 | 3–0 | 0–2 | 0–0 | 1–0 | 3–1 | 1–0 | 1–1 | 2–0 | 2–1 | 1–0 | 1–0 | 0–1 | —   | 0–0 | 1–0 | 4–0 | 0–0 |
| Racing Portuense           | 1–2 | 0–2 | 0–0 | 0–0 | 4–0 | 2–0 | 3–1 | 0–2 | 1–2 | 1–1 | 2–0 | 2–4 | 1–0 | 0–0 | 0–2 | 2–0 | —   | 0–1 | 1–1 | 1–1 |
| R. C. Recreativo de Huelva | 1–1 | 1–0 | 2–0 | 0–3 | 2–1 | 1–1 | 2–0 | 1–1 | 0–3 | 1–1 | 6–1 | 0–1 | 6–1 | 2–0 | 0–0 | 3–0 | 3–3 | —   | 1–0 | 3–1 |
| C. D. Villanovense         | 0–1 | 0–4 | 1–4 | 1–0 | 1–0 | 1–1 | 1–0 | 0–2 | 0–2 | 1–1 | 1–0 | 1–0 | 1–2 | 1–1 | 0–1 | 0–0 | 0–1 | 0–1 | —   | 1–0 |
| Xerez C. D.                | 0–1 | 0–2 | 1–0 | 0–3 | 2–0 | 2–2 | 2–0 | 1–0 | 2–1 | 1–1 | 3–1 | 1–0 | 8–0 | 0–1 | 1–0 | 3–1 | 0–0 | 0–1 | 4–1 | —   |

## Promoción de ascenso a Segunda División
- Se clasifican los siguientes equipos a la promoción de ascenso:

| Pos                                              | Grupo I                    | Grupo II         | Grupo III     | Grupo IV               |
| ------------------------------------------------ | -------------------------- | ---------------- | ------------- | ---------------------- |
| 1º                                               | UD Salamanca               | UE Sant Andreu   | Cartagena FC  | Club Atlético Marbella |
| 2º                                               | CD Lugo                    | ADC Manlleu      | Villarreal CF | CD Badajoz             |
| 3º                                               | Real Sporting de Gijón "B" | Girona FC        | Yeclano CF    | CF Extremadura         |
| 4º                                               | CD Endesa As Pontes        | Deportivo Alavés | Elche CF      | RB Linense             |
| En negrita equipos que suben a Segunda División. |                            |                  |               |                        |

## Resumen
Ascienden a Segunda división:
| - Club Deportivo Badajoz | - Club Deportivo Lugo | - Club Atlético Marbella | - Villarreal Club de Fútbol |

Descienden a Tercera división: 
| Grupo I - Club Deportivo Lalín - Fabril Deportivo - Club Juventud Cambados - Club Deportivo Mosconia | Grupo II - Unión Deportiva Fraga - Sociedad Deportiva Huesca - Club de Fútbol Jovent Mollerussa - Club Deportivo Binéfar | Grupo III - Club de Fútbol Gandía - Club Deportivo Roldán - Unión Deportiva Oliva - Torrent Club de Fútbol - Unión Deportiva Alzira | Grupo IV - Atlético Sanluqueño Club de Fútbol - Club Deportivo Fuengirola - Club Deportivo Los Boliches - Club Deportivo Villanovense |

Campeones de Segunda División B (título honorífico y en trofeo que no garantiza el ascenso):
| - Unión Deportiva Salamanca | - Unió Esportiva Sant Andreu | - Cartagena Fútbol Club | - Club Atlético Marbella |

## Copa del Rey
Todos los equipos, excepto los filiales, se clasifican de forma automática para la siguiente edición de la Copa del Rey.
| Predecesor: 1990/91 | Segunda División B de España 1991/92 | Sucesor: 1992/93 |

- Datos: Q3330827